# 몽산포항
몽산포항은 충청남도 태안군 남면 몽산리에 있는 어항이다. 1978년 2월 2일 지방어항으로 지정되었다. 시설관리자는 태안군수이다.

## 어항구역
몽산포항의 어항구역은 다음과 같다.
- 수역: 방파제 기부 기점(X=352,526  Y=135,139)으로부터 정남방향으로 76m, 이 점에서 서남 직각방향으로 620m, 이 점에서 북서 직각방향으로 706m 그어 북동방향으로(X=352,596  Y=134,267)육지와 연결한 선내의 공유수면
- 육역: 충청남도 태안군 남면 몽산리 686-25 (제방) 외 7필지 (세부내역은 생략)

## 개발계획
2010년 10월 11일 충청남도지사는 지방어항(몽산포) 개발계획에 따른 환경영향평가서(초안)에 대하여 환경영향평가법 제14조 및 동법시행령 제14조, 17조의 규정에 의거 주민공람 및 설명회 개최를 공고하였다.
2011년 3월 21일 충청남도지사는 몽산포항의 개발계획(기본계획) 변경에 관한 사항을 고시하였다. 변경된 주요 내용은 다음과 같다.
- 변경 사업량 : 방파제 650m, 물양장 123m, 호안 150m, 선착(양)장 310.4m, 준설 32m3
- 변경 사유: 어항의 항세, 배후여건 변화 등으로 현지 여건에 부합되는 합리적인 어항개발

## 관광
몽산포해수욕장 북쪽에 들어선 몽산포항은 안흥외항에 비해 규모가 매우 작은 어항이다. 그렇더라도 항구 바로 앞에 안목도라는 섬이 떠 있어 낙양 풍경이 심심하지 않다. 몽산포항 등대 뒤편으로 보이는 거아도, 나치도, 지치도, 삼도, 울미도, 목개도, 정족도 등의 섬들도 몽산포항 낙조 촬영의 훌륭한 소도구가 되어준다. 몽산포해수욕장 해변과 송림 산책도 즐겨볼 일이다. 항구와 해수욕장 주변에 예쁜 펜션들이 부지기수다.